# 紅葉琉璃
《红叶琉璃》是由中国大陆漫画家LING创作的穿越冒险故事漫画，2011年9月开始于《科幻画报·漫画SHOW》连载，接档《邻居家是画漫画的阿幺》，是LING首部真正意义上独立编绘的故事漫画。

## 概要
- 该作连载前于各大媒体宣传时，均打出以历史人物刘邦及本作女主角红叶为主题的宣传海报，并标记“百转千回，掏心断肠，相爱，何以偏要相杀？”的宣传语[1]，但实际连载的第零话内容中，刘邦仅为该段故事的串场主角，真正的主角红叶与琉璃亦在最后挑明身份与揭示故事主旨。
- 该作首两回连载容量高达60P/回，作者LING亦因此成为大陆首位月创作量达120P的作者。
- 该作有第零回存在。

## 故事简介
世界原典，与世界紧密联系，记载着所有过去与未来的神秘书籍，一直由培养时空修正官的学院所守护。然而，由历史的失败者的怨念汇聚而成的恐怖生物——虫，却意图侵蚀原典，篡改自己的失败历史。察觉历史异动的修正官们穿梭于各段历史之中，与虫族抗争，修正历史，将其扳回正确的轨道。

## 人物介绍

### 主要角色
- 红叶

时空修正官一年见习生2-C组，只懂暴力解决问题的红发少女，拥有超强的蛮力。
- 琉璃

时空修正官一年见习生2-C组，使用巨型镰刀，冷静睿智，且腹黑的优等生。

### 学院
- 马龙

时空修正官导师
- 艾丽卡

时空修正官一年见习生2-C组，傲娇大小姐，拥有过目不忘的能力。
- 米隆

时空修正官一年见习生2-C组，超高学识却超无常识的眼罩宅男。
- 纱奈
- 莉莉

### 虫
- 赵高

附身型虫，密谋暗杀刘邦以改变自己惨死的历史。
- 波斯国王

寄生型虫，为了满足自己让全世界的女孩都穿上自己设计的奇异服装而寄生于国王身上，令历史产生了微妙的偏差。